# 삼국유사

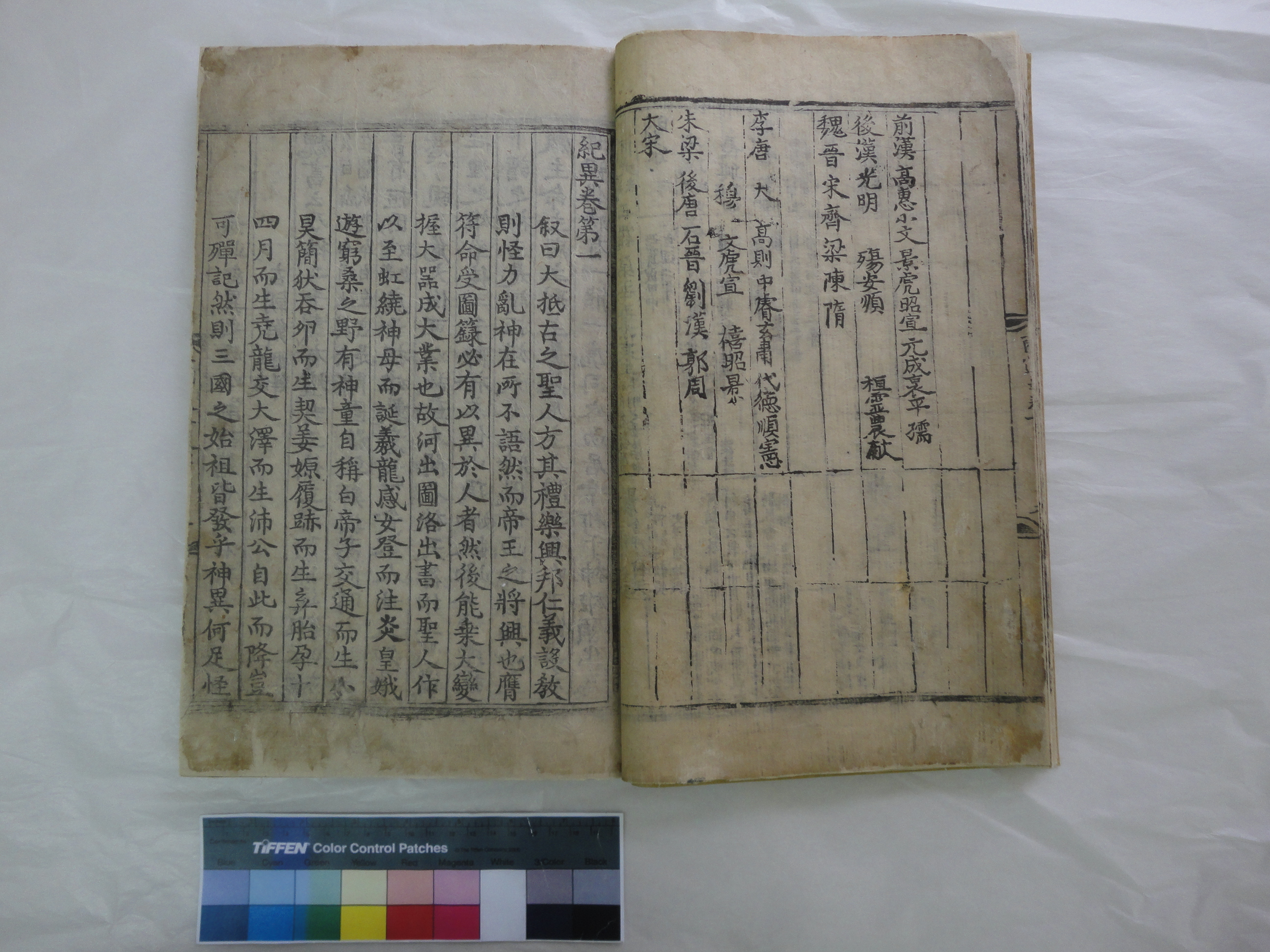
국보 제306-3호 삼국유사 권1~2 (三國遺事 卷一~二)

《삼국유사》(三國遺事)는 고려 시대의 승려 일연(一然)이 고려 충렬왕 7년(1281년)에 인각사(麟角寺)에서 편찬한 삼국 시대의 역사서이다. 같은 삼국시대를 기록한 고려 시대 김부식이 편찬한 《삼국사기》와 비교할때 설화 등의 신이한 이야기가 많이 담겨있는 점이 특징이다. 
원판(原版)은 전하지 않으며 2003년에 조선 초기의 간행본과 중종 임신본이 각각 대한민국의 국보 제306호와 제306-2호로 지정되었으며, 유네스코의 아시아·태평양기록유산위원회(MOWCAP)에서 2022년에 아시아·태평양기록유산으로 등재되었다.

## 구성
전체 5권으로 이루어져 있으며, 5권 내에 다시 9편으로 나뉘어 있다. 권수는 편목의 유형에 따라 구분한 것이 아니라 분량에 따라 편의적으로 구분한 것이다. 제일(第一)이 붙어 있는 것이 왕력과 기이 두 편이다.
1. 권1 왕력(王曆) 제1 : 간략한 제왕의 연대기로 중국 역대 왕조를 기준으로 신라, 고구려, 백제, 가야를 대상으로 하여 기원전 57년부터 936년 고려 태조에 의한 후삼국 시대의 통일기까지를 시간적 폭으로 한 연대표이다.
2. 권1 기이(紀異) 제1 : 고조선, 위만조선, 삼한, 칠십이국, 낙랑군, 북대방, 남대방, 말갈·발해, 오가야, 부여, 이서국, 고구려, 백제 등 고조선으로부터 남북국 시대 이전까지를 다루고 있으며 총 36조로 이루어져 있다.
3. 권2 기이(紀異) 제2 : 통일신라의 출현과 이후 역대왕들 그리고 기타 등등을 다루고 있으며 총 24조. 고조선에서 고려 건국 이전까지 존재했던 여러 국가와 여러 왕(특히 신라왕)에 대한 기이한 이야기를 연대기적으로 다루고 있으며 전체 분량의 절반을 차지할 정도로 방대하다.
4. 권3 흥법(興法) 제3 : 삼국에 불교가 처음 전래되고 흥성하는 과정을 기록했다. 총 8조.
5. 권3 탑상(塔像) 제4 : 불교의 흥성에 따라 삼국(특히 신라)에 주목할만한 사탑이나 불상을 조성했던 사실을 기록했다. 총 29조.
6. 권4 의해(義解) 제5 : 신라의 고승들이 보여주었던 뛰어난 행적을 통해 그들의 신앙심을 천명하였다. 총 14조.
7. 권5 신주(神呪) 제6 : 신라 밀교계통 고승들의 기이한 행적을 통해 불교와 무속의 융합 및 호국 불교의 모습 소개. 총 3조.
8. 권5 감통(感通) 제7 : 불심이 남달랐던 일반 신자와 승려들의 기적 체험을 통해 부처의 가피력을 천명하였다. 총 10조.
9. 권5 피은(避隱) 제8 : 구도 과정에서 세상을 등지고 홀로 불법을 닦은 승려들의 행적. 총 10조.
10. 권5 효선(孝善) 제9 : 세속적 윤리인 효와 불교적 윤리(윤회, 인과응보)의 결합을 통해 신라인의 효행 사례 기록. 총 5조.

## 내용
삼국유사에는 삼국과 가락국(駕洛國: 가야)의 왕대와 연대, 고조선 이하 여러 고대 국가의 흥망·신화·전설·신앙 및 역사, 불교에 관한 기록, 고승들에 대한 설화, 밀교 승려들에 대한 행적, 고승들의 행정, 효행을 남긴 사람들의 이야기 등이 수록되어 있다. 삼국유사에 실려있는 모든 설화는 삼국 시대의 것이지만, 유동하던 이야기가 고려 시대에 와서 문자로 정착된 것이다. 따라서 흘러 다니던 설화의 내용이 일연이라는 개인에 의해 작품화된 셈이므로 고려의 설화문학으로 취급될 수 있다. 삼국유사에 수록된 설화의 주제는 주로 신라와 불교를 중심으로 편찬되어 있다. 고대사 연구에서 《삼국사기》와 더불어 쌍벽을 이루고 있다. 특히 단군 신화를 비롯하여 이두로 쓰인 향가 14수가 기록되어 있어 국어 국문학 연구에 좋은 자료가 된다. 향가의 경우 삼국유사를 제외하면 《균여전》에만 11수(首)가 수록되어 있을 뿐, 다른 전적에는 전혀 전하지 않기 때문에 특별히 중요한 사서로 취급된다. 또한 《제왕운기》와 더불어 단군 신화를 전하는 유일한 기록으로 고려 후기, 대몽항쟁 과정에서 급부상한 단군 신앙과 동족 의식을 반영한다.

### 고조선조
삼국유사 권제2 기이제1 고조선조는 삼국유사의 첫머리이자 단군 관계 사료로써는 현존하는 가장 오래된 기록이며, 해당 조에서는 위서와 고기, 당배구전, 통전의 4개 문헌을 인용하고 있다. 이 4개 문헌 가운데 확인 가능한 것은 당배구전(신당서 권100 열전제25 배구)이며, 나머지는 그 인용 문헌의 기록이 서로 맞지 않거나(통전) 인용했다고 밝힌 문헌이 아예 존재하지 않거나(고기), 혹은 현존하는 기록에서는 인용된 기록을 찾아볼 수 없다. 단군 신화 기록은 서두에 "위서에 이르기를"(魏書云)이라고 적고 "지금으로부터 2천 년 전에 단군왕검이라는 자가 있어서 아사달에 나라를 세우고 이름을 조선이라 하였으니, 고(高)와 같은 시기였다"라고 기록하였다. 그런데 현존하는 《위서》에는 삼국유사에서 언급한 것과 같은 기록이 보이지 않기 때문에, 이는 일제 시대 일본인 연구자들에 의한 단군신화 자체에 대한 일연의 위조설로 이어졌다.
이러한 일본인 학자들의 주장에 대해 1946년 정인보는 《조선사연구(상)》에서 삼국유사에는 위지와 후위서라는 별도의 전거가 분명히 있으므로 진수의 위지(전위서) 내지 위수의 위서(후위서)는 아니고 그밖의 조위의 사서로는 왕침이 지은 것이 있다며 이것이 고조선조에서 말한 위서가 아닐까 추단하였으며 정인보의 이 설은 이후 북한 학계에서 주목되어 주류 학설이 되었다. 1954년 최남선은 《증보 삼국유사》 해제에서 삼국유사 고조선조의 위서에 대해 탁발위(북위)의 위서(후위서), 조위의 위서(위지), 내지는 지나(중국) 문적의 범칭일 가능성을 차례로 거론하고 "고기와 위서를 무엇인가고 의심까지 할 수는 있으려니와 망칭과 허구로 단정치 못할 것을 누구든지 생각할 것이오, 더구나 이러한 이유로써 전하는 사실 그것의 전통적 근거를 의심하려 함은 고의가 아니면 고견'이라고 혹평하면서도 "이미 실물이 없고 증빙 또한 없는 상황에서 지단하기는 곤란하다"며 유보적인 입장을 표명하였다.
이후 1930년대 이후 한국 학자들은 《삼국유사》 고조선조에 대한 긍정적인 입장에서 연구를 행했다. 《삼국유사》가 언급한 위서에 대한 연구는 크게 일서설과 의탁설이 있는데 일연이 《삼국유사》 고조선조를 저술하는 과정에서 해당 서적의 이름을 헷갈렸거나 후대의 전승과정에서 서적의 이름이 잘못 표기되었을 가능성도 제기된다. 의탁설은 일연이 단군 전승의 신빙성을 높이기 위해서 《위서》라는 공신력 있는 서적의 이름을 의탁했다는 것으로 일본의 사학자 이노우에 히데오가 1980년 《아시아 공론》에서 주장한 <삼국유사와 삼국사기:그 시대적 배경과 구성>에서 주장하였다. 박대재는 2001년 '삼국유사 고조선조 인용 위서론'에서 삼국유사가 인용한 《위서》는 북제의 위수가 지은 '후위서(後魏書)'라 불리는 《위서》이고 본래 위수가 편찬했던 대로의 《위서》가 아니라 북송 시대의 교감본이며, 《위서》의 복잡한 개수, 교감 과정이나 《삼국유사》 속의 다른 '위서' 인용 부분 및 일본측에 남아 있는 《한원》의 《위서》 인용 부분에도 현존 《위서》에는 등장하지 않는 부분이 존재하고 있음을 고려할 때 북송 교감본 《위서》와 그 이전 고본 《위서》 사이에는 내용상 상당한 출입이 있었을 것이며 김부식은 《삼국사기》를 편찬하는 과정에서 일연이 인용했을 고본과는 달리 단군조선 관계 기사가 들어 있지 않은 (현존하는 것과 같은) 교감본 《위서》를 이용했던 것으로 보았다.

### 진지왕에 대한 기록
삼국사기는 신라의 진지왕이 재위 4년만에 사망하고 진평왕이 뒤를 이었다고 적었지만, 삼국유사는 진지왕이 황음무도한 정사를 펴다 국인에 의해서 폐위되고 얼마 되지 않아 사망하였다고 기술하였다.

## 삼국유사의 여러 간본
고려 시대에 간행된 삼국유사의 원본은 현전하지 않으며, 조선조 이후의 것이다. 조선 시대의 간행본은 크게 조선 초기에 간행된 판본(선초본鮮初本)과 조선 중기 이후에 간행된 판본으로 나뉜다.

### 조선초 간행본(선초본)

#### 송은본(松隱本)·학산본(鶴山本)
송은본은 학산본(鶴山本)이라고도 불리며, 송은 이병직(李秉直, 1896-1973)이 소장하던 것을 지금은 손자인 곽영대(郭永大)가 소장하고 있다. 삼국유사의 제2책에 해당하는 권3, 4, 5까지의 3권을 1책으로 묶은 것인데, 푸른 비단으로 개장(改裝)한 표지 위에 큰 글자로 “三國遺事”라는 제첨(題籤)을 하고, 작은 글자로 “乙亥 昔珠”라고 적혀 있다. 본문은 책 전체를 일일이 배접하고 내용이 손상된 경우는 보사(補寫)되어 있는데 권3의 첫 6장까지와 권5의 끝부분 4장이 없는 잔본이다. 앞부분 6장이 결락된 3권은 50장, 4권은 31장, 끝의 4장이 결락된 5권은 26장으로 도합 107장이다.
형태적인 면에서 볼 때 이 책의 광곽(匡郭)의 길이는 후세의 정덕본(正德本)에 비하여 대체로 평균 1cm 내외가 크고, 변란(邊欄)은 모두 쌍변이다. 반면에 정덕본은 쌍변과 단변이 혼재되어 있다.
또한, 고려왕들의 어휘(御諱)에 대한 피휘대상자, 이를테면 융(隆, 고려 태조의 아버지 세조의 휘)을 풍(豊)으로 대자피휘한 것과 무(武, 고려 혜종의 휘)를 결획피휘한 경우가 있으나, 대부분의 대상자에 피휘가 적용되지 않고 있는 점으로 보아 조선초기의 간행본임을 알 수 있다. 내용면에서는 정덕본의 여러본과 문자상 많은 차이를 보인다.
이 책은 현재 학계에서 널리 이용하고 있는 조선 중종 7년인 임신년(1512년) 경주에서 간행된 정덕본보다 앞선, 14세기 말(조선초)에 간행된 현존하는 삼국유사 중 가장 빠른 간본으로 조선초기 서지학 연구에 도움이 되는 것은 물론 정덕본 삼국유사의 오류(誤謬)를 바로 잡을 수 있는 귀중한 자료이다. 모사된 필사본이 고려대 중앙도서관에 소장되어 있다.

#### 니산본(泥山本)
권2 기이(紀異)만 있는 잔본(殘本) 1책으로, 본문 전체 49장 가운데 17장부터 20장까지 4장은 결락이 있어서 영인하여 보완하였다. 표지는 후대의 개장으로 만(卍)자 문양이며 장정은 5침의 홍사(紅絲)로 맨 선장본(線裝本)이다. 앞 표지 이면(裏面)중앙에 “黃馬仲陽月買得 泥山南氏家藏”이란 묵서가 있고, 그 옆에는“黃馬二陽月買得 開 日藏”이라는 부기(附記)가 있으며 뒤 표지 이면에는“니산장(泥山藏)”이란 묵서가 있어, 무오년 2월에 남씨가 구입하여 소장하고 있던 것임을 알 수 있다. 형태적인 면에서 보면 전체 49장 중 24장은 광곽(匡郭)의 길이가 정덕본에 비하여 대체로 1cm 이상 길고, 변란(邊欄)은 정덕본이 쌍변(雙邊)과 단변(單邊)이 혼재되어 있는 데 반하여 모두 쌍변이다. 판심 부분의 어미가 고려본에서 간혹 보이는 좁은 면적의 형태로 되어 있고, 내용면에서는 피휘(避諱)가 일관적으로 적용되지 않고 적용되지 않은 경우가 더 많은 것으로 보아 조선 초기 간행본임을 알 수 있으며 정덕본과 문자상 많은 차이를 보이고 있어 이의 오류를 교정해 줄 수 있는 자료가 되고 있다.

#### 범어사본
범어사본은 삼국유사 권제4~5까지 2권을 1책으로 묶은 것으로, 권4가 31장, 권5는 전체 30장에서 2장(제26-27) 이 결락된 28장의 도합 59장인데 첫장 상단의 묵서 기록으로 보아 광무 11년(1907년) 오성월(吳腥月)이 입수하여 범어사에 기증한 책임을 알 수 있다. 형태적인 면에서 광곽의 길이가 정덕본에 비하여 대체로 크고 변란도 모두가 쌍변이다. 내용적인 면에서는 정덕본과 문자상 많은 차이가 보이고 특히, 고려왕들의 어휘(御諱) 대부분에 피휘(避諱)가 적용되지 않고 있는 점으로 보아 조선 초기의 간행본임을 알 수 있다. 이 책에는 조선초 판본 중 유일하게 권4의 이혜동진(二惠同塵)·자장정률(慈藏定律)·원효불기(元曉不忌)·의상전교(義湘傳敎) 등의 편에 구결(口訣)로 현토(懸吐)가 되어 있으며, 권제5의 제27-30장이 있는 것은 범어사본이 유일하다. 이 범어사본은 2002년 10월 19일 대한민국 보물 제419-3호로 지정되었다. 범어사 성보박물관에 소장되어 있다.

### 파른본
파른 손보기 교수의 개인 소장본으로 제1책(권1, 2)만 남아 있지만 현존하는 삼국유사 판본 가운데 가장 오래된 판본(15세기초)이며 보존 상태도 양호하다. 연세대학교 박물관에 기증되어 보관중이다.

### 석남본(石南本)
석남 송석하(宋錫夏)가 소장했던 것으로 왕력과 제1권만 남은 잔본(殘本)으로 현재 소장처는 미상이다. 모사한 필사본이 고려대 중앙도서관에 소장되어 있다.

### 조종업본
조종업(趙鍾業)의 소장본으로 권2 1책이다. 원본은 도난당한 것으로 알려져 있으며 그 전의 복사본이 영인되어 있다. 권2 49장 중 제 9장이 결락되어 필사로 보충하였고, 49장 후엽이 결락되었다. 니산본과 비교할 때 결획부분이 적게 나타나므로 보다 이른 시기의 인출본으로 추정하고 있다.

### 조선 중기 이후의 간본
조선 중종 7년인 임신년(1512년) 당시 경상감영이 소재하고 있던 경주(慶州)에서 부윤(府尹) 이계복(李繼福)에 의해 삼국사기와 함께 간행된 것을 중종 임신간본(정덕본)이라 부른다.
경주부사 이계복이 쓴 발문에 따르면 경주부에는 삼국본사(三國本史, 삼국사기), 유사(遺事)의 옛 책판이 있었지만 세월이 흘러 1행 중 겨우 4, 5자만을 판독할 수 있을 정도로 마멸이 심하여, 당시 경주부윤으로 있던 이계복 자신이 삼국사기와 함께 삼국유사의 초판본 완질을 구하여 성주목사(星州牧使) 권주(權輳)의 도움으로 그것을 여러 고을에 나누어 판각하여 모으도록 하였다. 이때 원각 판본 가운데 마멸이 심한 부분은 번각본으로 교체하였는데, 정덕본 가운데는 당시 원각판과 함께 마모된 부분을 교체하여 간행했던 번각판이 섞여있으며, 번각판의 경우는 어느 고을에서 새긴 것이냐에 따라서 또 복각(覆刻)과 필서보각(筆書補刻)을 겸하는 방법이 사용되었던 관계로 그 글씨체가 달라졌다. 전체 책판 290매 중 약 40매는 구판을 그대로 사용했다.
중종임신본은 현재 한국에 전하는 삼국유사의 판본으로써 가장 완전한 것으로 평가되고 있지만, 오자와 결자, 탈자가 포함되었고 전도되거나 체제나 협주 방식이 잘못 기재되고 문장이 서로 뒤바뀐 내용이 많으며 같은 중종임신본끼리도 소장본에 따라서 출입이 잦다는 지적이 있다. 이계복이 중간한 책판은 19세기 중반까지 경주부에 보관되었지만 현재는 전하지 않으며, 중종 임신본을 인행(印行)한 몇 종의 간행본이 현재 국내외에 전하고 있다.

#### 규장각본
규장각본은 중종 임신간본 가운데 비교적 일찍 발간된 것이다. 이 책은 재야서지학자 황의돈 교수 소장으로 황의돈이 한국전쟁 직후 구입해 소장하다가 전형필의 소유가 되었고, 전형필은 훗날 이 삼국유사 판본을 서울대에 기증하였다.
왕력(王曆)과 권제1~권제5까지 5권을 2책으로 묶은 것으로, 왕력 15장, 권제일 37장, 권제이 49장, 권제3 56장, 권제4 31장, 권제5 30장, 발문(跋文)1장 등 총219장으로써, 현존하는 정덕본 삼국유사 판본 가운데 낙장이 없이 완질이 갖추어져 있는 판본이자 다른 임신간본과 비교해 문자의 결락이나 마멸이 가장 적고 인쇄도 선명해 16세기 전기에 인출된 것으로 판단되고 있다. 다만 내용면에서는 중종 임신간본 간행 당시 선초본의 착오를 수정한 것 못지 않게 새로운 오류를 일으킨 것도 적지 않아서 조선 초기 간본과 문자상으로 많은 차이를 보이며, 약간의 가필도 있다.
형태적인 면으로 볼 때, 본문 전체를 일일이 배접하고 표제(表題)에는 큰 글자로 '三國遺事'라 묵서되어 있으며, 표지는 개장한 것으로 격자 무늬 한지에 주사(朱絲)를 이용한 오침철장(五針綴裝)이다. 발문 1장을 제외한 전체 218장 중에서 광곽(匡郭)의 길이가 선초본(鮮初本)에 비하여 평균 1cm 내외 짧고, 변란(邊欄)은 선초본이 모두 쌍변(雙邊)인 데 반하여 이 책을 포함한 중종 임신간본은 쌍변과 단변(單邊)이 뒤섞여 있다.
16세기 전기(前期)에 인출(印出)된 것으로 판단된다. 내용면에서는 중종 임신간본 간행시 선초본의 착오를 수정한 것 못지 않게 새로운 오류를 일으킨 것도 적지 않아 조선 초기 간본과 문자상 많은 차이를 보인다.
1975년 한국의 민족문화추진회는 이 규장각본을 반으로 축소 영인하여 한국고전총서1 교감 삼국유사로 출간하였다. 이때 이동환(李東歡)의 교감을 두주(頭註)로 붙이고, 두주 형식으로 여러 판본을 대교하거나 인용된 원전의 내용을 찾아서 교감하였으며, 균여전(均如傳) 및 황룡사 구층탑 찰주본기를 부록으로 덧붙였다. 현재 비교적 쉽게 접할 수 있는 판본이다.

#### 만송문고본(晩松文庫本)
만송 김완섭이 소장하던 완본이다. 가필과 가획이 없어 원형에 가까운 귀중본이다. 고려대 중앙도서관에 소장되어 있다. 고려대학교 중앙도서관에서 1983년 만송문고본(晩松文庫本)을 축소, 영인하였다. 부록으로 고려대학교 중앙도서관소장 필사본, 즉 석남본 및 송은본의 모사본을 영인하여 수록하였다.

#### 최남선 소장본(광문회본)
삼국유사의 권제3 ~ 권제5까지 3권을 1책으로 묶은 것으로, 권3의 첫부분 10장, 권5의 18장 후면부터 31장(발문)까지 모두 23장이 결락되었다. 표지는 개장(改裝)한 것으로 홍사(紅絲)를 이용한 오침철장(五針綴裝)이며, 최남선의 소장이었다가 후에 고려대학교에 기증된 것이다. 현재 한국 학계에서 가장 널리 이용하고 있는 중종 임신간본 가운데서 규장각본과 함께 비교적 초기에 인출한 선본(善本)에 속하며, 중종임신본의 서지적인 특징 및 가치를 지니고 있다. 특히 정덕본 중에서는 유일하게 구결(口訣)로 현토(懸吐)되어 있어서 독해에 도움을 준다. 2002년 10월 19일 대한민국 보물 419-4호로 지정되었다.

### 국외 소장 삼국유사
일본 덴리 대학에는 안정복이 동사강목 편찬 당시 참조한 것으로 알려진 순암수택본 삼국유사와 호사문고(蓬左文庫) 소장본 삼국유사, 간다 집안(神田家) 소장본 삼국유사가 전해지고 있다. 호사문고본과 간다 집안 소장본은 모두 중종 임신간본(정덕본)에 속하며 임진왜란 때 일본으로 반출된 것으로 보이는데, 호사문고 소장본은 도쿠가와 이에야스에게 바쳐져 쇼군 가문이 소장하였으며, 간다 집안 소장본은 우쿠다 히데이에(浮田秀家)가 가져간 것이다. 와타나베 아키라(渡邊彰)가 일본으로 가져간 유점사본 삼국유사의 경우는 고려대 도서관에 보관중인 최남선 소장본(광문회본)과 마찬가지로 3권에서 5권에 이르는 결락본이다.
일본 덴리대 소장 순암수택본(順庵手澤本) 삼국유사는 1916년 이마니시 류가 서울의 인사동에서 구입해 소장했던 것으로 이마니시본이라고도 불리며, 이후 덴리대학교 도서관에 기증되어 귀중본으로 소장되어 있다. 5권 완질로 책표지 상단에 '선상공가장서', 하단에 '남부의근추기'라는 장서 도장이 찍혀 있고 조선 중기의 문인 김부의(1525~1582)의 아버지 김연(1487~1544)이 소장했다가 18세기 안정복에게로 건너가게 된 것으로 보인다. 순암수택본은 중종 임신간본이 간행된 해에서 32년 정도 지난 1544년에 간행되었는데, 낙장이 없는 5권의 완질본이기는 하지만 심하게 가필되었거나 윤필된 부분이 많고(특히 왕력편에 상당한 내용이 첨가되었다) 서울대 규장각 소장본이나 고려대 만송문고 소장본에서 결락되었거나 오자 또는 결획된 부분을 첨가하거나 바로잡기도 했지만 규장각본이나 만송문고본에 분명히 같은 글자로 나와 있는 것을 첨가하거나 다른 글자로 고치기도 해서 중종임신간본의 내용을 이해하는데 도움을 주기도 하지만 무리한 경우도 없지 않다. 1926년 순암수택본을 축소, 영인하여 교토제국대학(京都帝國大學) 문학부총서 제6으로 간행하였고, 고전간행회에서 1932년 순암수택본을 원래의 크기로 영인, 한장본 2책으로 간행하였다. 1964년 일본의 가쿠슈인(學習院)대학 동양문화연구소(東洋文化硏究所)에서 고전간행회영인본을 축소, 재영인하기도 하였다.

### 기타
1927년 계명구락부(啓明俱樂部)의 기관지 《계명》 제18호는, 최남선에 힘입어, 《삼국유사》 전체를 게재하게 하였다.

## 삼국사기와의 비교
《삼국사기》가 정사(正史)라면 《삼국유사》는 야사(野史)에 해당하는데, 이는 일연이 《삼국사기》를 “정사”라고 존중하면서 《삼국사기》에 채 실리지 못한 단군조선, 가야, 이서국 등의 기록과 수많은 불교 설화 및 향가를 기록했기 때문이다. 삼국유사는 우선 역사서술의 체재를 삼국사기와 달리하고 있다. 정사로서 편찬된 삼국사기는 기전체로 되어 있으나, 개인의 저술인 삼국유사는 내용별로 편목을 나누어 옛 이야기를 기술하고 있다. 기술된 옛 이야이기의 주제들은 체재상의 제약없이 저자에 의하여 자유로이 선택된 것들이다. 삼국유사의 편목 중에는 중국 고승전의 체제를 방불케 하는 것도 있긴 하지만 반드시 그대로는 아니다. 가령 탑상조 같은 것은 그 예이다. 삼국사기도 일정한 목적 밑에 기사를 선택하고 이에 대한 편찬자들의 해석을 가미하고 있기는 하지만 정사로서의 기전체의 성질상 기존 사료의 재편성이 주된 작업이었다. 이에 대해서 삼국유사는 주제나 사료의 선정이 훨씬 자유로웠다. 논자에 따라 삼국유사는 삼국사기와 비교하기 적당하지 않으며 오히려 같은 불교사서인 고승전과 비교해야 온당하다고 하기도 한다.
또한 시대를 구분하는 방법에서도 차이가 난다. 삼국사기는 상대, 중대, 하대의 3시기로 구분하며, 성골이 아닌 진골이 집권하기 시작한 태종무열왕부터를 중대로 삼았고 진골과 그 방계왕족간의 왕위다툼이 일어나기 시작한 선덕왕 이후를 하대로 보았다. 반면 삼국유사에서는 상고(上古), 중고(中古), 하고(下古)의 3시기로 구분하며, 불교식 왕명과 중앙관제를 도입하고 체제를 정비하기 시작한 법흥왕을 중고의 시작으로 삼고, 중국식 시호를 받기 시작한 태종무열왕 이후를 하고로 보았다. 현대 역사학자들은 대부분 삼국사기의 3시기 구분법을 중심으로 신라사를 연구하는데, 삼국유사의 상고와 중고가 삼국사기의 상대 안에 포함되므로 상고와 중고를 추가로 구분하여 사용하기도 한다.

## 같이 보기
- 삼국사기
- 일연
- 환인
- 가락국기
- 화랑세기
- 개황력